# Kapasan
Kapasan là một thành phố và khu đô thị của quận Chittaurgarh thuộc bang Rajasthan, Ấn Độ.

## Nhân khẩu
Theo điều tra dân số năm 2001 của Ấn Độ, Kapasan có dân số 18.705 người. Phái nam chiếm 51% tổng số dân và phái nữ chiếm 49%. Kapasan có tỷ lệ 63% biết đọc biết viết, cao hơn tỷ lệ trung bình toàn quốc là 59,5%: tỷ lệ cho phái nam là 75%, và tỷ lệ cho phái nữ là 51%. Tại Kapasan, 15% dân số nhỏ hơn 6 tuổi.